# Тайцзян (Гуйчжоу)
Тайцзя́н (кит. упр. 台江, пиньинь Táijiāng) — уезд Цяньдуннань-Мяо-Дунского автономного округа провинции Гуйчжоу (КНР).

## История
Во времена империи Цин в 1733 году был образован Тайгунский комиссариат (台拱厅). После Синьхайской революции в Китае была проведена реформа структуры административного деления, в ходе которой комиссариаты были упразднены, и поэтому в 1913 году Тайгунский комиссариат был преобразован в уезд Тайгун (台拱县).
В 1941 году был расформирован уезд Даньцзян (丹江县). Земли бывшего уезда, находящиеся восточнее реки Даньцзянхэ, были объединены с землями уезда Тайгун, а в качестве названия объединённого уезда было взято по иероглифу из названий прежних уездов — получился уезд Тайцзян.
После вхождения этих мест в состав КНР в 1950 году был создан Специальный район Чжэньюань (镇远专区), и уезд вошёл в его состав, где ранее размещались власти уезда Даньцзян, были выделены в отдельный уезд Лэйшань. В 1953 году уезд Тайцзян был преобразован в Тайцзян-Мяоский автономный район (台江苗族自治区) уездного уровня, а в 1954 году — в Тайцзян-Мяоский автономный уезд (台江苗族自治县). В 1956 году Специальный район Чжэньюань был расформирован, и был образован Цяньдуннань-Мяо-Дунский автономный округ; Тайцзян-Мяоский автономный уезд вновь стал уездом Тайцзян и вошёл в состав нового автономного округа. В 1958 году уезд был присоединён к уезду Цзяньхэ, но в 1962 году воссоздан.

## Административное деление
Уезд делится на 2 посёлков и 6 волостей.

## Культура
Ежегодно весной в уезде отмечают Фестиваль сестер народности мяо, который сопровождается показами костюмов, исполнением народных песен и танцев, конкурсами вышивания.